# Восточно-Прусское землячество
Восточно-Прусское землячество (нем. Landsmannschaft Ostpreußen, LO) — независимая, неконфессиональная и непартийная организация — ассоциация перемещённых лиц, со штаб-квартирой в Гамбурге. Основана в этом городе 3 октября 1948 года немецкими переселенцами (буквально «лишёнными родины» — нем. heimatvertriebenen ) и депортированными лицами из  Восточной Пруссии. Ассоциация является членом Конфедерации переселенцев (нем. Bund der Vertriebenen, BdV). С 2010 года официальным представителем организации является Штефан Григат. Ассоциация имеет некоммерческий статус и не поддерживается государственными фондами.
Деятельность землячества направлена, главным образом, на сохранение культурного самосознания и традиций у уроженцев Восточной Пруссии и их потомков. Большое внимание уделяется исторической и политической журналистике. Организация участвовала в создании центра «лишённых родины» в Берлине, проведении немецко-польских муниципальных политических конгрессов и немецко-российских форумов. Ведётся работа по сохранению и развитию государственного музея Восточной Пруссии в Люнебурге и культурного центра Восточной Пруссии в Эллингене. В 2009 году несколько членов землячества из собственных средств также создали фонд «Будущее Восточной Пруссии» со штаб-квартирой в Гамбурге.
В годы после объединения Германии, Восточно-Прусское землячество, часто в сотрудничестве с другими организациями, открыла двадцать один пункт социальной помощи в части Восточной Пруссии, которая теперь входит в состав Польши. Ассоциацией были организованы и финансированы многочисленные транспортные операции по оказанию помощи больницам, школам, детским домам и домам престарелых в этом регионе, особенно в Литве. Однако в связи с экономическим развитием Польши в последние годы эта деятельность отошла на второй план.
В соответствии с законом от ноября 2015 года, Восточно-Прусское землячество является «зонтичной организацией изгнанных с родины Восточной Пруссии, их потомков и всех, кто чувствует себя связанным с Пруссией и её историей» . Уставные цели ассоциации включают в себя: сохранение культурного наследия Восточной Пруссии, заботу о перемещенных лицах и членах немецкой этнической группы с восточно-прусскими корнями, право на самоопределение «как нерушимое право каждого народа», «мирное сосуществование народов на основе закона, а не насилия», европейское объединение в мире и свободе, а также комплексную защиту этнического самосознания для всех этнических меньшинств в Европе.

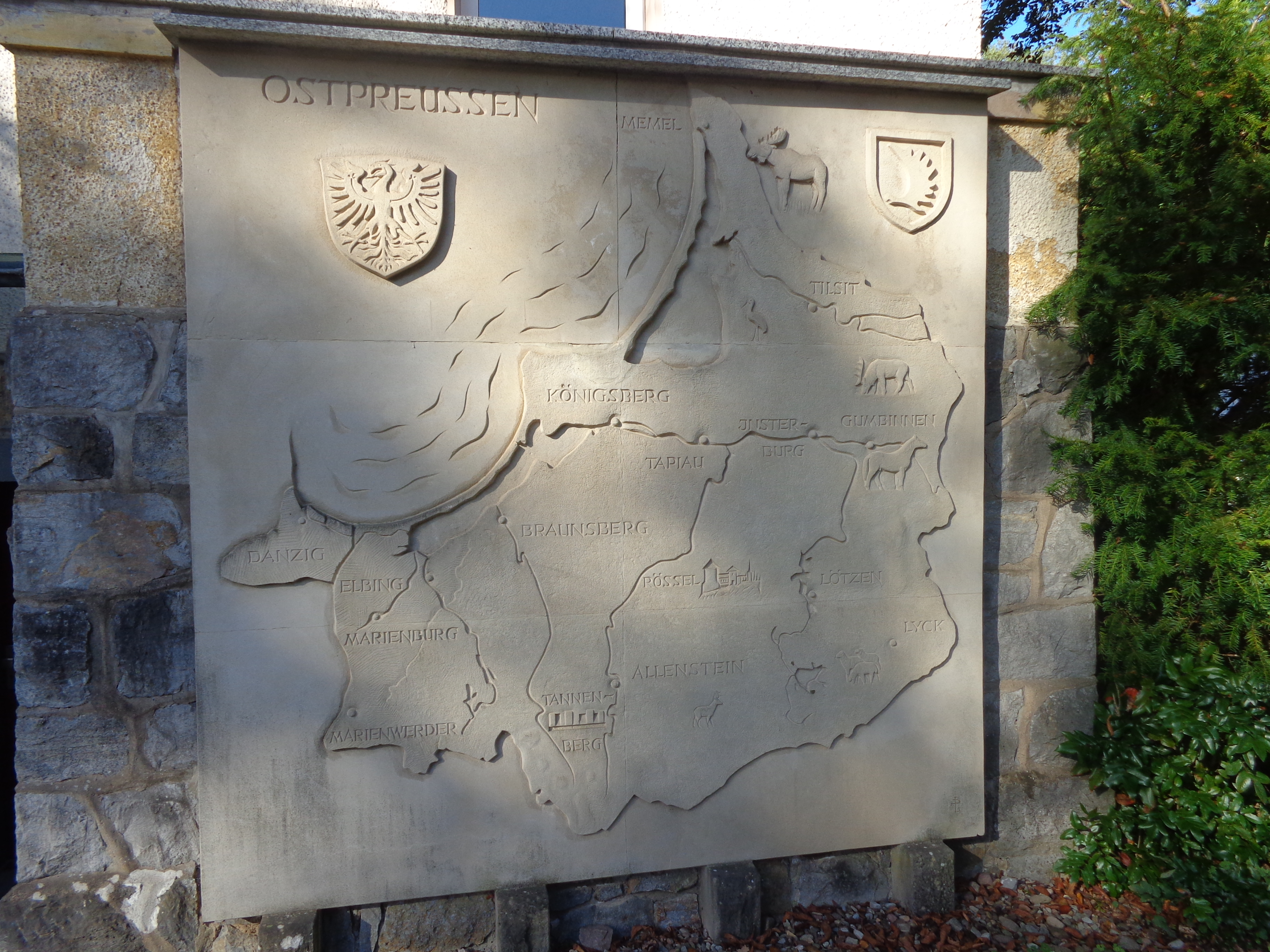
Рельеф с изображением Восточной Пруссии в Остхайме в Бад-Пирмонте

Устав в ряде пунктов содержит обязательство по международному праву, но нет (явного) требования о реституции собственности или компенсации. Устав также не требует репатриации бывшей территории Восточной Пруссии в Германию. Высшей наградой, присуждаемой Восточно-Прусским землячеством, является «Прусский щит».
Землячество состоит из: 38 общин, соответствующих историческим районам Восточной Пруссии, 16 земель, что соответствует 16 землям и, в общей сложности, около 420 местных и районных групп и Молодёжной ассоциации Восточной Пруссии (нем. Bund Junges Ostpreußen , BJO). В дополнение к этим корпоративным членам в землячество можно, согласно уставу, вступить на правах личного членства.
Ассоциация имеет два официальных органа — Восточно-Прусское земельное представительство (нем. Ostpreußische Landesvertretung, OLV) и Федеральный орган исполнительной власти. Съезды земельного представительства проводятся один раз в год. Оно имеет структуру, подобную парламенту, с комитетами и президиумом, с точки зрения законодательства об ассоциациях, земельное представительство является генеральной ассамблеей организации. Ещё одним органом землячества является арбитражный суд.
Официальным изданием Восточно-Прусского землячества является правая консервативная газета «Прусская общая газета» (нем. Prussische Allgemeine Zeitung), которая до 2003 года называлась «Восточно-прусский листок» (нем. Das Ostpreußenblatt).
В феврале 2000 года была основана конфедерация «Молодая Восточная Пруссия» — официальная молодежная организация ассоциации. Бывшей молодежной организации «Молодёжное землячество Восточной Пруссии» (нем. Junge Landsmannschaft East Prussia), ныне «Молодёжная организация Восточной Германии» (нем. Junge Landsmannschaft Ostdeutschland) в этом статусе было отказано из-за их праворадикальной экстремистской ориентации, после чего они присоединились к экстремистской организации «Витикобунд» (нем. Witikobund). В «Молодую Восточную Пруссию» входит около 600 членов. Федеральным председателем конфедерации является Тобиас Линк. Организация ведёт активную деятельность в Германии, а также на территории бывшей Восточной Пруссии, организовывая семинары, летние лагеря, мероприятия и встречи с образовательными целями. Уход за военными захоронениями в Восточной Пруссии, часто вместе с польской молодежью, является одним из направлений деятельности ассоциации.
В преддверии расширения ЕС на восток землячество потребовало отмены «Декретов Берута» в Польше. Эти декреты были введены, по аналогии с декретами Бенеша в бывшей Чехословакии, в оправдание преступлений — незаконных выселений, экспроприаций имущества и насилия в отношении мирного немецкого населения в Восточной Пруссии, Силезии, Померании и Восточного Бранденбурга.

## Председатели землячества
- Оттомар Шрайбер[нем.] (1948—1951, почетный президент с 1951);
- Альфред Гилле[нем.] (1952—1966);
- Райнгольд Рес[нем.] (1966—1971);
- Иоахим Фрайгер фон Браун[нем.] (1971—1974);
- Ганс-Георг Бок[нем.] (1974—1979);
- Отфрид Генниг[нем.] (1979—1990, государственный секретарь Федерального министра внутренних дел Германии с 1982 года);
- Гарри Поли[нем.] (1990—1992);
- Вильгельм фон Готтберг[нем.] (1992—2010);
- Штефан Григат[нем.] (с 6 ноября 2010 года).